# 후두연골
후두연골(laryngeal cartilages, 喉頭軟骨)은 후두를 둘러싸서 보호하는 연골들이다. 이들은 발생학적으로 인두굽이에서 유래한다. 사람의 후두연골은 총 9개이다.
- 방패연골 - 1개
- 반지연골 - 1개
- 후두덮개 - 1개
- 모뿔연골 - 2개
- 잔뿔연골 - 2개
- 쐐기연골 - 2개